# 耶律俨
耶律俨（？—1113年），字若思，辽朝析津府人。
本来姓李，他的父亲李仲禧受赐姓，官至北院宣徽使，汉人行官都部署。善于写诗，咸雍进士。开始任守著作郎，补中书省令史。以勤敏著称。大康年间，历任都部署判官、将作少监、少府少监、知大理正。1080年，任大理少卿。1081年，任大理卿。1085年，为景州刺史。1086年，改任御史中丞、同知宣徽使事、提点大理寺。1090年，改任山西路转运使。寿隆初年，授枢密直学士。1099年，出使宋朝，辽道宗以掷骰子胜者任参知政事。辽道宗末年，担任知樞密院事，封越国公，主持修纂《皇朝实录》七十卷。辽道宗临终，受顾命，辅佐天祚帝。天祚帝乾统三年（1103年），改封秦国公，乾统六年（1106年）时为漆水郡王，迎合皇帝之意，勾结蕭奉先，执权十几年。死后赠尚父，谥号忠懿。

## 延伸阅读
[在维基数据编辑]
 《遼史·卷98》，出自脱脱《遼史》